# Kāshī Kolā
Kāshī Kolā (persiska: كاشی كلا, كاشی كَلا) är en ort i Iran.   Den ligger i provinsen Mazandaran, i den norra delen av landet, 130 km nordost om huvudstaden Teheran. Kāshī Kolā ligger 86 meter över havet och antalet invånare är 694.
Terrängen runt Kāshī Kolā är platt åt nordost, men åt sydväst är den kuperad.Runt Kāshī Kolā är det tätbefolkat, med 286 invånare per kvadratkilometer. Närmaste större samhälle är Shīr Savār, 12,2 km norr om Kāshī Kolā. Trakten runt Kāshī Kolā består till största delen av jordbruksmark.